# علم نفس العلم
علم نفس العلم (بالإنجليزية: Psychology of science) هو فرع من دراسات العلوم الاجتماعية التي تُعرَّف ببساطة على أنها دراسة الفكر أو السلوك العلمي. وهي عبارة عن مجموعة دراسات من مواضيع مختلفة. كانت فكرة علم النفس موجودة منذ أواخر القرن التاسع عشر. بدأ البحث في علم نفس العلم في عام 1874، وقد شهد هذا المجال توسعًا كبيرًا في النشاط في السنوات الأخيرة. اكتسب المجال المحدد لعلم النفس كعلم شعبية لأول مرة في الغالب في الستينيات، حيث نشر أبراهام ماسلو نصًا مؤثرًا حول هذا الموضوع، لكن هذه الشعبية تلاشت، وعادت للظهور مرة أخرى في الثمانينيات. تشمل دراسات العلوم الأخرى فلسفة العلوم وتاريخ العلوم وعلم اجتماع العلوم أو علم اجتماع المعرفة العلمية.
يطبق علم نفس العلم الأساليب والنظرية من علم النفس إلى تحليل الفكر والسلوك العلمي، كل منها محدد على نطاق ضيق وعلى نطاق واسع. تعريف "العلم" بدقة يشير إلى فكر وسلوك العلماء والتقنيين. بشكل أوسع، يشير مصطلح "العلم" إلى فكر وسلوك أي شخص (في الماضي والحاضر) من أي عمر يشارك في اكتشاف المشكلات وحلها، أو بناء النظرية العلمية، أو تعلم المفاهيم العلمية أو الرياضية، أو النمذجة العلمية، أو اختبار الفرضيات المنافسة المعقولة، أو أي تفكير علمي آخر. تشمل طرق علم النفس المطبقة في دراسة الفكر والسلوك العلميين: تقنيات التاريخ النفسي، والسيرة الذاتية، والرصدية، والوصفية، والارتباطية، والتجريبية.
يشمل علم نفس العلم البحث في العديد من المجالات الفرعية لعلم النفس، على سبيل المثال لا الحصر، علم الأعصاب، التنموي، التربوي، المعرفي، الشخصية، الاجتماعي، والسريري. يبحث فرع علم النفس الحديث في المواقف تجاه العلم والشك في العلم. كتاب جريجوري فيست عام 2006 علم نفس العلم وأصول العقل العلمي، والكتاب المحرر 2013 كتيب علم نفس العلوم يستعرضان ويدمجان العديد من التخصصات الفرعية لعلم النفس.

## وصلات خارجية
- Psychology على مشروع الدليل المفتوح